# 薩氏新亮麗鯛
薩氏新亮麗鯛，為輻鰭魚綱鱸形目隆頭魚亞目慈鯛科的其中一種，分布於非洲坦干伊喀湖流域，體長可達8公分，棲息在沉積物豐富的水域，生活習性不明，可作為觀賞魚。